# 교황 스테파노 3세
교황 스테파노 3세(라틴어: Stephanus PP. III, 이탈리아어: Papa Stefano III)는 제94대 교황(재위: 768년 8월 7일 ~ 772년 2월 1일)이다.

## 약력

### 생애 초기와 교황 선출
스테파노 3세는 720년 시칠리아에서 올리부스의 아들로 태어났다. 교황 그레고리오 3세가 재임하던 시절에 로마에 온 그는 성 크리소고노 수도원에 들어가 베네딕도회 수사가 되었다. 교황 자카리아가 재임하던 시기에 사제 서품을 받았으며, 라테라노 궁전에서 교황을 보조하는 업무를 맡아 하였다. 스테파노는 여러 교황을 모시면서 서서히 교회 내 높은 위치로 올라가 강력한 파벌을 형성하였으며, 교황 바오로 1세의 임종을 지키기까지 하였다. 그리하여 767년 6월 말엽에 그는 강력한 차기 교황 후보자로 대두되었다.
그러나 다음해에 소집된 콘클라베에서 로마 귀족들의 지도자였던 네피의 토토 공작이 자신의 동생 대립교황 콘스탄티노 2세를 후임 교황으로 내세웠다. 당시 콘스탄티노는 평신도였지만, 순식간에 사제품을 받고 주교로 승품되는 편법이 동원되었다. 이에 공정한 선거의 필요성을 느낀 로마 교회의 공증인이었던 크리스토포로와 그의 아들이자 로마 교회에서 회계를 담당했던 세르지오가 파비아로 도주하여 랑고바르드 왕국의 데시데리우스 왕에게 가서 이 사정을 알렸다. 데시데리우스는 즉시 세르지오에게 군대를 주어 로마를 공격하게 하였다. 토토 공작은 살해되었고, 그의 동생인 대립교황 콘스탄티노 2세는 라테라노 궁전으로 피신하였다. 랑고바르드군은 수사 필립보를 후임 교황으로 내세웠지만, 뒤늦게 로마에 도착한 크리스토포로에 의해 그의 교황 선출이 법적으로 무효화되었다.
대립교황 콘스탄티노 2세를 체포한 크리스토포로는 교회법에 맞는 교황 선거를 준비하는 일에 착수하였다. 그해 8월 1일에 그는 로마 교회의 성직자들과 로마 군인들은 물론 시민들까지 성 하드리아노 성당 앞에 소집하였다. 이곳에서 스테파노가 법적으로 정당한 교황으로 선출되었다. 이에 사람들은 산타 체칠리아 인 트라스테베레 성당에 가서 그곳에 있던 스테파노를 데리고 라테라노 궁전까지 호위하였다.
이 때, 스테파노 3세의 지지자들은 대립교황 콘스탄티노 2세와 그를 따르는 주요 인사들의 발에 쇠사슬을 채우고 로마 시내를 돌아다니며 끌고 다녔다. 이 때, 대립교황 콘스탄티노 2세의 주교 대리였던 테오도로 주교는 눈알이 뽑히고 혀가 잘렸으며, 대립교황 콘스탄티노 2세의 동생 파시부스 역시 눈알이 뽑혔다. 대립교황 콘스탄티노 2세는 공식적으로 8월 6일에 폐위되었으며, 스테파노 3세는 다음날인 768년 8월 7일에 주교 서품을 받고 교황좌에 공식 착좌하였다. 그러나 스테파노 3세의 착좌 이후에도 혼란스러운 상황은 진정되지 않았다. 대립교황 콘스탄티노 2세를 지지했던 알라트리에서 스테파노 3세에 대항해 반란을 획책하였으나, 얼마 못 가 진압되었다. 당시 알라트리에서 반란을 일으킨 주동자들은 전부 눈알이 뽑히고 혀가 잘리는 형벌을 받았다. 교황의 공문서 기록 보관인 그라티오수스의 특별 지시로 대립교황 콘스탄티노 2세는 눈알이 뽑히고 로마에서 추방되어 수도원의 독방에 유폐되었으며, 외부와의 접촉이 일체 차단되었다. 최종적으로는 필립보를 대립교황으로 내세우는 것을 주동했던 왈디페르트 신부가 랑고바르드 왕국에 로마를 넘기기 위해 크리스토포로와 그 밖의 많은 귀족을 죽이려고 모의했다는 죄목으로 체포당하여 눈알이 뽑혔으며, 결국 후유증을 이기지 못하여 사망하였다.
당시 이처럼 잔인한 일들이 연이어 벌어진 것에 대해 스테파노 3세가 얼마나 관여했는지에 대해서는 의견이 분분하다. 역사학자 호러스 맨에 따르면, 스테파노 3세가 신앙심이 깊었으나 판단력이 없고 너무 유약한 성격이라서 실질적으로 아래 사람들을 통솔하지 못했다고 한다. 하지만 루이 마리 드코르맹은 스테파노 3세가 실질적으로 이 모든 일을 지시한 인물이었으며, 자신의 적들은 물론 지지자들을 파괴하는 데서 큰 기쁨을 얻었다고 주장하였다. 역사학자 페르디난트 그레고로비우스는 중간적인 입장으로서, 스테파노 3세가 이러한 잔혹한 행위들을 부추기거나 명령하지는 않았지만, 이를 막으려고도 하지 않았다고 보고 있다. 왜냐하면 스테파노 3세에게는 실질적인 권력이 굉장히 약해서 자신의 자리를 지키는 데에만 급급한 것으로 분석했기 때문이다.
어쨌든 확실한 것은 전통적으로 서로 적대 관계였던 로마의 귀족 가문들이 모두 교황령이 설정함에 따라 이탈리아의 새로운 정치 권력으로 등장한 교황의 힘을 약화시켜 자신들의 손아귀 아래 두어 통제하는 것을 원하였으며, 이를 위해 살인까지 감행하는 모습을 보였다는 사실이다.

### 프랑크 왕국과 랑고바르드 왕국의 일시적인 동맹
스테파노 3세는 교황으로 재임하는 내내 랑고바르드 왕국이 세력이 확장되는 것을 두려워하였다. 프랑크 왕국에 희망을 걸었던 그는 카롤루스와 카를로만 사이의 분쟁을 중재하려고 시도하였지만, 이는 오히려 이탈리아에서 랑고바르드 왕국에게 명분을 주는 꼴이 되었다. 769년 스테파노 3세는 두 형제를 화해시키는 한편 그들의 아버지 피핀이 교황을 적극 도왔었다는 사실을 상기시켜 그들이 아직 신생 국가인 교황령을 지원하게끔 압박하였다. 동시에 그는 랑고바르드 왕국과도 회담에 착수하여 프랑크 왕국에게 둘 사이의 중재에 나서 줄 것을 요청하였다.
그 결과, 770년 교황과 프랑크 왕국은 랑고바르드 왕국에 사절단을 파견하기로 결정하였다. 당시 사절단 인원 중에는 카롤루스의 모친 랑의 베르트라다 태후도 포함되어 있었다. 프랑크 사절단의 중재를 통해 스테파노 3세는 역대 교황이 주장했던 베네벤토의 일부 지역을 교황령으로 다시 되찾는 성과를 얻어냈다. 그러나 스테파노 3세는 중재 결과에 대해 곧바로 경악하게 되었는데, 바로 데시데리우스의 딸 데시데라타와 베르트라다 태후의 아들들 중의 하나와 혼담 가능성이 타전된 사실을 알게 되었기 때문이었다. 또한 당시 양측의 회담에서 카롤루스의 딸과 데시데리우스의 아들 사이에 혼담이 오갔다는 추측도 전해지고 있다.
이에 다급해진 스테파노 3세는 즉시 카롤루스와 카를로만에게 서신을 보내 프랑크 왕국과 랑고바르드 왕국 간에 동맹을 맺는 것에 이의를 제기하였다. 스테파노 3세는 두 사람에게 과거 교황의 적들을 자신들의 적으로 간주할 것이며, 랑고바르드 왕국에 맞서 싸워 교회의 권리를 되찾아 주겠다고 성 베드로에게 맹세했었던 사실을 다시 한 번 상기시켰다.
그러나 스테파노 3세의 이러한 호소는 가볍게 무시되었다. 770년 카롤루스는 데시데리우스의 딸인 데시데라타와 혼인하여 랑고바르드 왕국과의 혼인 동맹을 일시적으로 공고하게 하였다.

### 크리스토포로와 세르지오의 몰락
769년부터 770년까지 스테파노 3세는 자신을 교황좌에 앉히게 도와준 크리스토포로와 세르지오의 지지와 조언에 줄곧 의지하며 지냈다. 두 사람은 랑고바르드 왕국을 멀리하고 프랑크 왕국과의 관계를 중시하였는데, 이는 결과적으로 랑고바르드 왕 데시데리우스의 반발을 사서 결국 자신들의 몰락을 초래하였다. 데시데리우스는 교황의 시종 파울루스 아피아르타를 비롯한 로마 교회에서 일하는 여러 직원을 매수하여 크리스토포로와 세르지오에 대한 좋지 않은 소문을 퍼뜨렸다. 771년 데시데리우스는 성 베드로의 무덤을 참배한다는 명목으로 군대를 이끌고 로마를 침공하였다. 이에 크리스토포로와 세르지오는 로마 시의 모든 성문을 닫고 공성전에 대비하였다. 로마 성벽에 당도한 데시데리우스는 스테파노 3세에게 회담을 요청하였다. 스테파노 3세는 그의 요청에 응하여 성문을 열고 데시데리우스를 맞으러 나갔는데, 그가 잠시 자리를 비운 사이에 파울루스 아피아르타는 시민들을 선동하여 크리스토포로와 세르지오를 전복시키려고 하였다. 그러나 크리스토포로와 세르지오의 반격이 만만치 않자, 파울루스 아피아르타와 그의 동료들은 라테라노 궁전으로 급히 피신하였다.
바로 이 때, 스테파노 3세가 라테라노 궁전으로 돌아와서 크리스토포로와 그의 지지자들의 추적을 피해 숨은 파울루스 아피아르타와 그를 따르는 무리와 맞닥뜨리게 되었다. 스테파노 3세가 무사히 돌아온 것을 보고, 그가 데시데리우스와 모종의 밀약을 맺은 것은 아닐까 하고 의심한 크리스토포로는 스테파노 3세에게 가서 자신과 자신의 아들을 랑고바르드 군대에 넘기지 않겠다는 맹세를 할 것을 요구했다. 이에 스테파노 3세는 크게 진노하여 크리스토포로를 질책하면서 파울루스 아피아르타를 괴롭히지 말고 당장 물러날 것을 명령하였다. 크리스토포로는 순순히 이를 따랐다. 스테파노 3세는 데시데리우스 왕의 보호를 받기 위해 성 베드로 대성전으로 황급히 피신하였다. 데시데리우스는 자신을 찾아온 스테파노 3세를 성 베드로 대성전의 객실에 가두고 자신의 보호를 받으려면 크리스토포로와 세르지오를 자신에게 넘기라고 요구하였다. 이에 스테파노 3세는 두 명의 주교를 크리스토포로와 세르지오에게 보내 수도원에 들어가거나 성 베드로 대성전에 있는 자신을 알현하러 나오거나 양자택일을 하라고 전하였다. 그 시각에 데시데리우스는 로마 시민들에게 다음과 같은 내용의 말을 널리 퍼뜨려 선동하였다.
“스테파노 교황님께서는 여러분에게 여러분의 형제들과 싸우지 말고, 크리스토포로를 도시에서 추방함으로써 여러분 자신과 여러분의 자녀들을 구하라고 지시하셨습니다.”
데시데리우스의 선동은 그가 기대한 만큼의 효과를 냈다. 크리스토포로와 세르지오를 따르는 무리 내부에 내분이 일어난 것이다. 크리스토포로와 세르지오는 자신들을 따르는 동료들을 의심하기 시작했으며, 동료들 역시 크리스토포로와 세르지오를 차례대로 떠나기 시작했다. 크리스토포로와 세르지오는 둘 다 로마를 주저하다가 결국 한밤중에 스테파노 3세를 찾아갔다. 그리고 다음날 크리스토포로와 세르지오는 랑고바르드 군대에게 신병이 인도되었다. 스테파노 3세는 크리스토포로와 세르지오의 석방을 위해 협상을 벌였으나 성공하지 못하였다. 그리고 파울루스 아피아르타와 그의 추종자들은 데시데리우스와 정세를 논한 다음에 크리스토포로와 세르지오의 안구를 모두 적출하였다. 크리스토포로는 3일 후에 후유증을 이기지 못하여 사망했으며, 세르지오는 라테라노 궁전에 딸린 독방에 감금되었다.
데시데리우스는 카롤루스가 개입할 것을 미연에 방기하기 위해 스테파노 3세로 하여금 크리스토포로와 세르지오가 카롤루스의 형제인 카를로만의 특사와 함께 자신을 시해하려는 음모를 꾸몄다는 내용의 편지를 써서 카롤루스에게 보낼 것을 강요하였다. 아울러 스테파노 3세는 스스로 데시데리우스에게 가서 보호를 요청하였으며, 크리스토포로와 세르지오는 스테파노 3세나 데시데리우스의 의지와는 상관 없이 스스로 그들 앞에 나타났고, 스테파노 3세가 그들의 구명을 위해 노력하던 사이에 그의 지시 없이 한 무리의 장정이 나타나 크리스토포로와 세르지오를 잡아 두 눈을 뽑아버렸다고 적을 것을 강요하였다.

## 끊임없는 사건과 교황의 죽음
이후로도 데시데리우스는 이탈리아에서 끊임없이 사건을 일으켰다. 771년 그는 이스트리아의 주교들을 설득하여 그라도 총대주교를 배척하고 랑고바르드 왕국의 통제를 받고 있던 아퀼레이아 총대주교의 사목 아래 들어가도록 하였다. 스테파노 3세는 즉시 반항적인 주교들의 성무 집행을 정지시키고, 그들에게 다시 그라도 총대주교에게 순명하지 않을 경우에는 파문에 처하겠다는 경고를 담은 서신을 써서 보냈다.
크리소토포로가 몰락한 이후, 파울루스 아피아르타는 로마 교회 내에서 계속 고위직으로 남아 있었다. 772년 초기에 스테파노 3세가 병상에 누워 얼마 못 가 선종할 것이 확실시되자, 파울루스 아피아르타는 이를 이용해 로마의 유력한 귀족들 및 고위 성직자들 다수를 로마에서 추방하였다. 그리고 그해 1월 24일 스테파노 3세가 선종하기 8일 전에 파울루스 아피아르타는 눈이 먼 채 라테라노 궁전의 독방에 수감되어 있는 세르지오를 끌어내어 목졸라 죽이도록 지시하였다.
스테파노 3세는 772년 2월 1일에 선종하였으며, 그의 뒤를 이어 교황 하드리아노 1세가 선출되었다.